# ایستادگی (فیلم)
ایستادگی (به انگلیسی: Standing Up) (همچنین به عنوان جزیره بز نیز شناخته می‌شود) فیلمی آمریکایی در ژانر داستان بلوغ درام و محصول سال ۲۰۱۳ به نویسندگی و کارگردانی دی جی کاروسو با بازی چندلر کانتربری و انالیس باسو است. این فیلم بر اساس رمان بزها اثر براک کول (نوشته‌شده در سال ۱۹۸۷) ساخته شد.

## داستان
فیلم دربارهٔ دو کودک است که در جریان یک کمپ تابستانی تنها در یک جزیره رها می‌شوند. حال آنان درحالی‌که تنها و هنوز کودک هستند و هیچ تجربه‌ای ندارند باید دید که آیا می‌توانند بر روی این جزیره دوام بیاورند یا این که مشکلاتی که برای آنان پیش می‌آید آنان را از پای درمی‌آورد. در ادامه مشاهده خواهیم کرد که برای این دو کودک در این جزیره اتفاقات بسیاری رخ می‌دهد که آنان را تحت‌الشعاع قرار داده و متحول می‌کند.

## پاسخ انتقادی
در سایت راتن تومیتوز، جمع‌آوری نقد، گزارش می‌دهد که ۵۰ درصد از هشت منتقد مورد بررسی، نقد مثبتی به فیلم داده‌اند. میانگین امتیاز ۵٫۸ از ۱۰ است. در متاکریتیک، بر اساس پنج بررسی، امتیاز ۴۰ از ۱۰۰ دارد.